# Genèse A

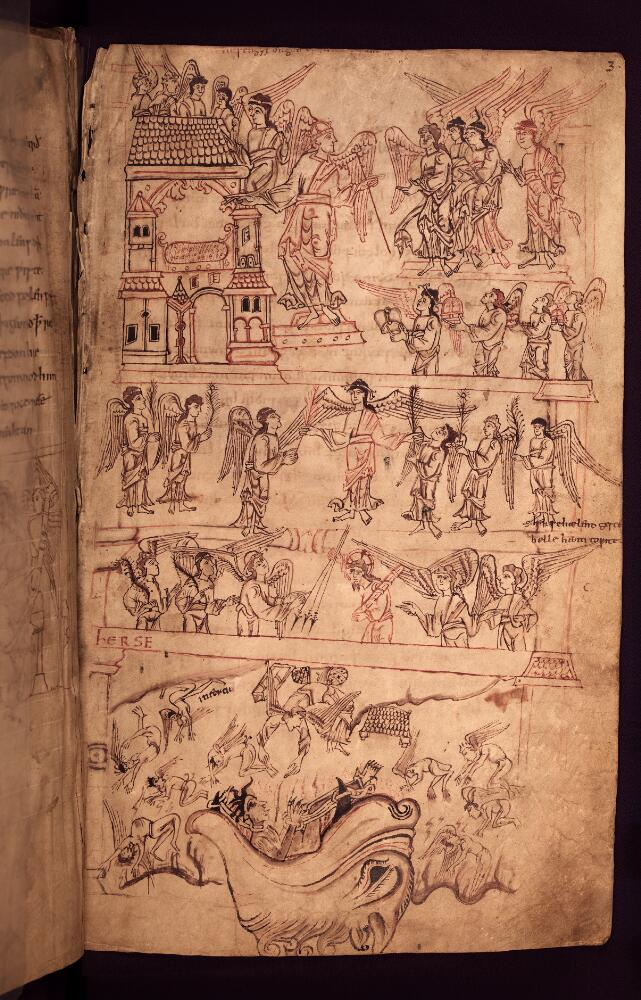
La chute des anges déchus (illustration en page 3 du manuscrit Junius).

Genèse A (Genesis A en anglais) est un poème en vieil anglais qui figure dans le manuscrit Junius. Il s'agit d'une paraphrase du Livre de la Genèse longue de 2 936 vers.
Le poème suit de manière assez fidèle les chapitres 1 à 22 du livre biblique, tout en mettant l'accent sur des thèmes purement germaniques comme l'importance de la vengeance ou l'exil.
Ce récit de la Genèse est situé au début du manuscrit Junius. Sa structure est complexe, car il incorpore un passage qui est en réalité la traduction d'un autre poème, plus ancien, en vieux saxon. Cette interpolation, qui correspond aux vers 235 à 851 du poème, est appelée « Genèse B » par les chercheurs, pour la distinguer du reste du poème qui est quant à lui désigné sous le nom de « Genèse A ».